# Відріке
Ві́дріке (ест. Vidrike küla) — село в Естонії, у волості Отепяе повіту Валґамаа.

## Населення
Чисельність населення на 31 грудня 2011 року становила 77 осіб.